# Arikatti, Hirekerur
Arikatti là một làng thuộc tehsil Hirekerur, huyện Haveri, bang Karnataka, Ấn Độ.